# Balbigny
Balbigny este o comună în departamentul Loire din sud-estul Franței. În 2009 avea o populație de 2.809 de locuitori.

## Evoluția populației
| An        | 1975  | 1982  | 1990  | 1999  | 2006  | 2009  |
| --------- | ----- | ----- | ----- | ----- | ----- | ----- |
| Populație | 2.314 | 2.469 | 2.415 | 2.616 | 2.546 | 2.809 |